# Florian Pință
Florian Pință (n. 5 aprilie 1954) este un general român, care a îndeplinit funcția de comandant al Comandamentului 2 Operațional Întrunit "Mareșal Alexandru Averescu" din Buzău (fosta Armată a 2-a) (2006-2008).

## Biografie
Florian Pință s-a născut la data de 5 aprilie 1954. După absolvirea Liceului Militar „Dimitrie Cantemir” unde studiase în perioada 1969 - 1973, a urmat cursurile Școlii Militare de Ofițeri Activi, arma infanterie (1973-1976), Academia Militară din București, Facultatea de Comandă și Stat Major (1983-1985), Colegiul de Comandă și Stat Major (1989), Colegiul Superior de Stat Major (1995) și apoi Colegiul NATO pentru generali, Italia (2005).
În decursul carierei militare, el și-a perfecționat constant pregătirea urmând un curs de Comandanți de Batalioane (1982), un curs de limbă engleză - Canada (1997), un curs PSO pentru comandanți, Norvegia (2002), un curs PSO (Operații în Sprijinul Păcii) de luarea deciziilor, USA (2003) și un curs de pregătire didactică la Departamentul pregătirii personalului didactic universitar din Ministerul Educației și Cercetării (2007). În anul 2006, el a obținut titlul academic de doctor în științe militare.
După absolvirea Școlii de Ofițeri în anul 1976, a fost avansat la gradul de locotenent și numit comandant de pluton la Școala Militară de Ofițeri de Infanterie (1976-1977), apoi ofițer instructor la Liceul Militar "Dimitrie Cantemir" (1977-1979). În anul 1979 este înaintat locotenent major și numit ofițer instructor la Departamentul Educație din cadrul Comandamentului Trupelor de Uscat (1979-1983). În anul 1983, devine student la Academia Militară și este avansat în același an la gradul de căpitan. In realitate, asa cum ascund in propriul CV multi din cei ce au facut parte din aparatul mercenar al PCR si UTC, prin Educatie (Cinica mistificarea. Da, Educatie prin forta totala in chip comunist dictatorial) intelegem ... aparatul profesionist platit al UTC. Comisarii politici bolsevici. La Liceul Miliitar din Breaza a indeplinit functia (asa era prevazut in comunism in statele de organizare, ca urmare a faptului ca fiind stat dictatorial comunist cu partid unic conducator in stat prin Constitutia comunista, adica cu forta. Aparatul de partid impreuna cu sistemul de forta - Justitie aservita, Securitate, Militie, Armata - asigura impunerea partidului unic conducator dictatorial. Cu forta) de Secretar al Comitetului UTC al liceului, nu alta functie, o functie de nivel Maior 10 desi era numai locotenent , functiile de partid si de Securitate fiind foarte mari ca nivel de ierarhizare comparativ cu celelalte desi munca depusa nici nu se putea compara ca nivel de complexitate, pregatire universitara si volum. De asemenea, platit foarte bine in comparatie cu colegii care erau cu adevarat ofiteri. Si succesorul sau pe aceasta functie, Dumitru Iliescu, a ascuns in CV-ul propriu aceste functii si amandoi dupa stagiul de cativa ani la Breaza pe functie politica profesionista platita si dedicata, au avansat in Consiliul Politic Superior al Armatei devenind, pe rand sefii UTC in CPSA. Alt exemplu de general care ascunde acest lucru in CV este generalul maior Ion Ungureanu loctiitor al sefului SMFT. Profesia lor a fost asadar in acest interval de timp comisar politic bolsevic in Armata. Nu alta, nu de ofiter, nu exista ofiter politic decat in bolsevism, ci de cu totul alte specialitati, comisarul politic care este simultan si ofiter pentru a detine drepturi de ordin si comanda in ierarhia militara chiar si peste comandant, apare odata cu bolsevismul, in bolsevism si atat, dar profesia aceasta este si nu cea de ofiter. Fiind biografie si CV, atunci asa se retine pentru aceasta perioada - comisar politic in armata in regimul comunist, pentru impunerea cu forta in gand si fapta a continutului dictatorial politic.
În Academie, se specializează ca ofițer de stat major. După un stagiu de comandant de batalion la Regimentul 30 Gardă (1985-1988) și avansarea în 1987 la gradul de maior, Florian Pință devine ofițer de stat major la Direcția Operații din Statul Major General (1988-1990). În anul 1989 obține gradul de locotenent-colonel.
După Revoluția din decembrie 1989, este numit șef de stat major al Diviziei 1 Mecanizate (1990-1992), după care, avansat la gradul de colonel (1992), devine ofițer de stat major la Secția de Instrucție Infanterie din Comandamentul Forțelor Terestre (1992-1993). În anul 1993 este transferat în Statul Major General, ca șef de birou la Inspectoratul pentru Infanterie, Vânători de munte și Blindate (1993-1997) și apoi șef de secție în cadrul Direcției Doctrină și Instrucție (1997-1998).
Îndeplinește funcțiile de șef de stat major al Armatei 1 (1998-2000) și apoi al Corpului 1 Armată Teritorial - noua denumire a Armatei 1 (2000-2001). La data de 29 noiembrie 2001, colonelul Florian Pință este înaintat la gradul de general de brigadă (cu o stea) , fiind numit în funcția de comandant al Brigăzii 282 Mecanizate (2001-2003).
Generalul Pință îndeplinește apoi funcțiile de director al Statului Major al Forțelor Terestre (2003-2004) și locțiitor al șefului Statului Major General (2004-2006). Între timp, este înaintat la gradele de general-maior (cu 2 stele) la 9 iulie 2004  și general-locotenent (cu 3 stele) la 15 februarie 2006 .
La data de 3 noiembrie 2006, generalul-locotenent dr. Florian Pință a fost numit în funcția de comandant al Comandamentului 2 Operațional Întrunit "Mareșal Alexandru Averescu" (fosta Armată a II-a), dislocată în Buzău. El a fost trecut în rezervă la cerere la data de 30 aprilie 2008 .
Generalul Pință este căsătorit și are un copil.